# NGC 7553
NGC 7553 је лентикуларна галаксија у сазвежђу Пегаз која се налази на NGC листи објеката дубоког неба.
Деклинација објекта је + 19° 2' 55" а ректасцензија 23h 15m 33,0s. Привидна величина (магнитуда) објекта NGC 7553 износи 14,4 а фотографска магнитуда 15,4. NGC 7553 је још познат и под ознакама CGCG 454-15, HCG 93D, NPM1G +18.0582, PGC 70834, PGC 70842.